# Helmuth Müller
Herman Helmuth Christian Müller (12. maj 1906 i København-?) er en tidligere dansk atlet. Han var medlem af Københavns IF.

## Danske mesterskaber
- Bronze 1931 Højdespring 1,78

## Personlige rekord
- Højdespring: 1,81½ (1929)
- Stangspring 3,40 (1931)